# (14344) 1985 CP2
A (14344) 1985 CP2 a Naprendszer kisbolygóövében található aszteroida. Henri Debehogne fedezte fel 1985. február 15-én.